# Balder

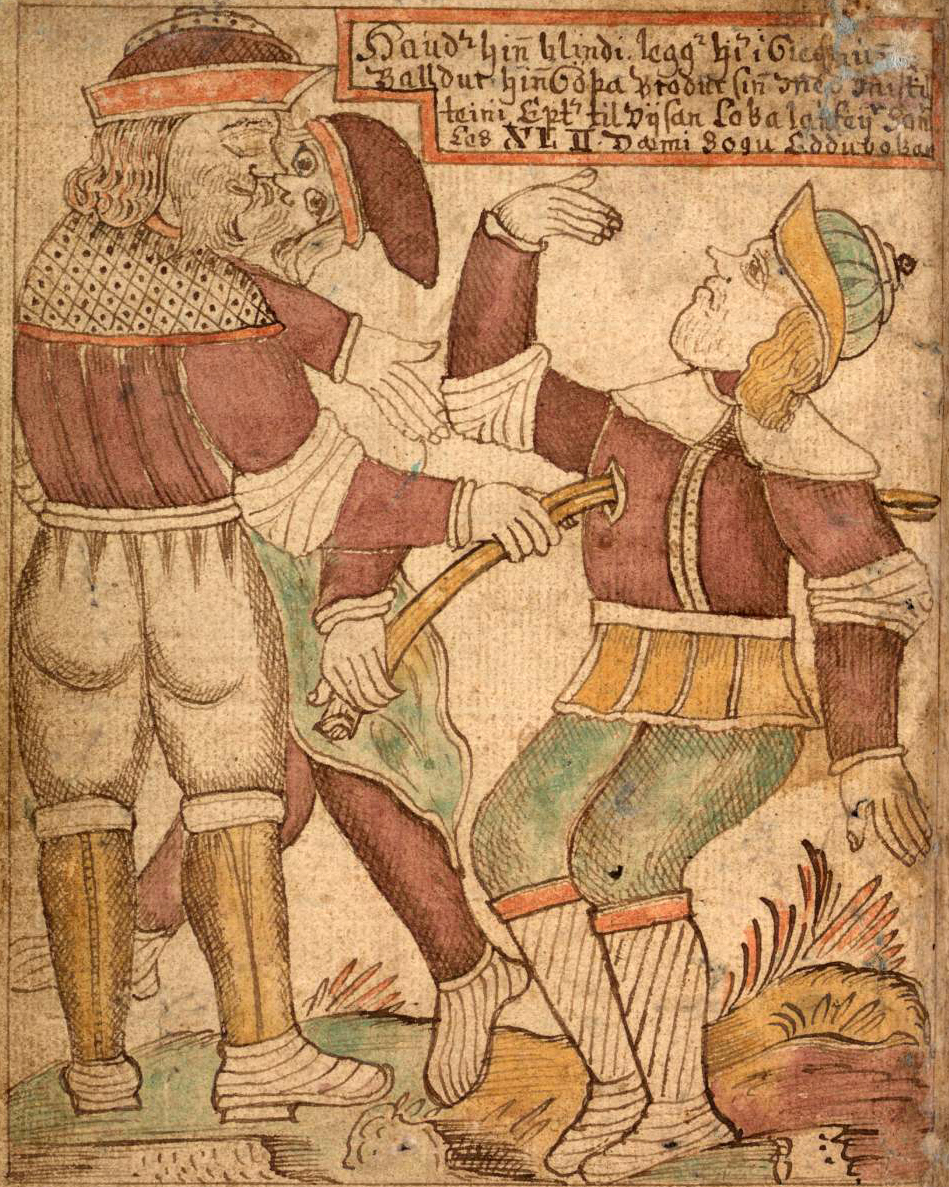
La muerte de Baldr es representada en esta ilustración de un manuscrito islandés del.

Balder (en nórdico antiguo: Baldr), en el ámbito de la mitología nórdica y germana, es el dios de la paz, la luz y el perdón, y el segundo hijo de Odín. También es citado como Baeldaeg (n. 243) en algunas fuentes protohistóricas, que se refiere a un antiguo rey escandinavo del siglo III.
- Baldur: en feroés e islandés modernos.
- Balder: en danés, noruego, sueco e inglés modernos, y en antiguo alto alemán. También es la forma que se usa en español.
- Baldr: en nórdico antiguo, el idioma original de las sagas, y, ocasionalmente, en inglés.

En el siglo XII, los relatos daneses de Sajón Gramático y otros cronistas nórdicos registraron una versión evemerista de la historia. La Edda poética, compilada en el siglo XIII en Islandia pero basada en poemas en nórdico antiguo mucho más antiguos, y la Edda prosaica contienen numerosas referencias a la muerte de Balder, interpretada como una gran tragedia para los Æsir y una de las señales precursoras del Ragnarök.
De acuerdo con la Gylfaginning, un libro de la Edda prosaica de Snorri Sturluson, la esposa de Balder se llama Nanna y su hijo es Forseti. Snorri también relata que Balder poseía la mejor nave jamás construida, llamada Hringhorni, y que no había lugar más hermoso que su salón, Breidablik.

## Encantamientos de Merseburgo
Uno de los dos Encantamientos de Merseburg nombra a Balder y también a otra figura llamada Phol. Thomas Calvin sugiere que Phol puede ser un nombre alternativo del propio Balder. También se ha propuesto que Balder sea una forma nominal en genitivo con el significado de Señor. La aparición de Balder en el segundo conjuro de Merseburg no está del todo clara.[cita requerida]

## Edda poética

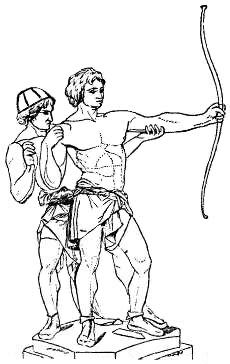
Loki engaña a Höðr para que dispare a Balder.

En la Edda poética, se hace referencia a la historia de la muerte de Balder sin que esta sea relatada en su totalidad. Entre las visiones que la völva describe en la profecía conocida como Völuspá está la del muérdago fatal. Pero al mirar más adelante en el futuro, la völva tiene una visión más brillante de un nuevo mundo.

## Edda prosaica
En Gylfaginning, Baldr aparece descrito de esta manera:

Annarr sonr Óðins er Baldr, ok er frá honum gott at segja. Hann er svá fagr álitum ok bjartr svá at lýsir af honum, ok eitt gras er svá hvítt at jafnat er til Baldrs brár. Þat er allra grasa hvítast, ok þar eptir máttu marka fegrð hans bæði á hár ok á líki. Hann er vitrastr ása ok fegrst talaðr ok líknsamastr. En sú náttúra fylgir honum at engi má haldask dómr hans. Hann býr þar sem heita Breiðablik, þat er á himni. Í þeim stað má ekki vera óhreint.
«El segundo hijo de Odín es Baldr, mucho puede contarse de él. Es el mejor y todos lo alaban. Es tan gallardo y tan resplendeciente que efunde luz. Hay una hierba tan blanca que la comparan con la frente de Baldr. De todos los pastos es el más blanco y de este modo puedes apreciar su hermosura, así la de su cabello como la de su cuerpo. Ese el más sabio de los Aesir, el mejor hablado y el de mayor gracia. Es de tal condición que nadie puede contradecir su juicio. Habita en el lugar llamado Breithablik, que está en el cielo. Nada hay impuro en ese lugar.» (traducción de Borges y Kodama, pág. 49-50)

Aparte de esta descripción, Balder es conocido principalmente por el mito que rodea su muerte. Esta es vista como el primero en una serie de eventos que llevará a la destrucción de los dioses en el Ragnarök. De acuerdo con la Völuspá, Baldr renacerá en el nuevo mundo.

### Los sueños de Balder

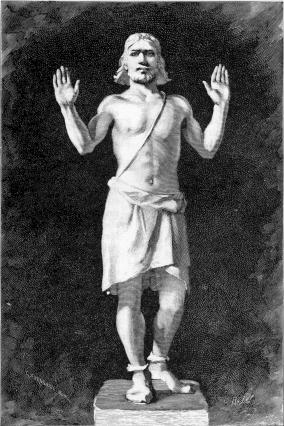
Imagen de los «Baldrs draumar» (“Sueños de Baldur”) en una ilustración de 1893 de una edición sueca de la Edda Antigua.

Balder comenzó a soñar cosas oscuras, de modo que su madre Frigg —que sabía leer los sueños— vio que su amado hijo iba a morir.
Para descifrar los sueños de Balder, Odín, montado en su caballo Sleipnir, descendió cabalgando al Hel. Allí le salió al encuentro el perro ensangrentado Garm, pero Odín logró evitarlo y llegó a una puerta que se halla del lado de poniente. Dijo entonces unas palabras mágicas que provocaron que, en el fondo de un tumulto, despertara Hela. Ella se quejó, pero Odín la obligó a descifrar el sueño de su hijo. Sin embargo, Hela lo hizo con palabras oscuras, pues estaba cansada y quería regresar a la muerte, y la advertencia de los sueños resultó de este modo vana.
Cada vez el sueño de Balder se veía más y más turbado. Noche tras noche, se echaba en su cama moviéndose inquieto, dominado por unas espantosas visiones de oscuridad. Las pesadillas duraban tanto tiempo y se alargaron durante tantas noches que empezaron a hacerle mella. Este dios que solía ser el más alegre de todos ellos acabó por convertirse en un ser obstinado y deprimido que se paseaba por Asgard sin hablar con nadie.
Cuando le preguntaban qué le pasaba, él les contestaba que eran las pesadillas. Los dioses empezaron a preocuparse seriamente, y se reunieron en el Gladsheim para discutir el problema. Hicieron una lista nombrando todos los medios posibles que podrían matar a Baldr.
Cuando estuvo terminada la lista, Frigg la tomó y la llevó a cada uno de los rincones de los nueve mundos, haciendo prometer a cada uno de los que estaban en la lista que no le harían daño a su hijo. Todos juraron excepto el muérdago. Frigg pensó que no era algo importante y amenazante para que jurase. Según otras historias, el muérdago parecía demasiado joven para jurar.

### La astucia de Loki
El dios Loki estaba resentido porque sus hijos Jörmundgander, Fenrir y Hela habían sido raptados por los dioses para que no maltratasen ni a estos ni a los humanos. Por lo tanto, Loki decidió matar a Balder.
Durante mucho tiempo vagó por todo el mundo en busca de algo que no hubiese prometido no lastimar a Balder o que rompiese su promesa, y cuando por fin perdió su esperanza, pues no encontraba nada, decidió acudir a la propia Frigg en busca de respuestas. Loki se disfrazó de anciana y se dirigió ante la diosa Frigg, y no cesó de molestarla hasta que le reveló que la única cosa que no le prometió no lastimar a su hijo fue el muérdago. Loki salió y se dirigió al bosque, cogió una gran rama de muérdago e hizo una flecha de ella (en otras versiones, una lanza, un puñal o un dardo).

### La muerte de Balder

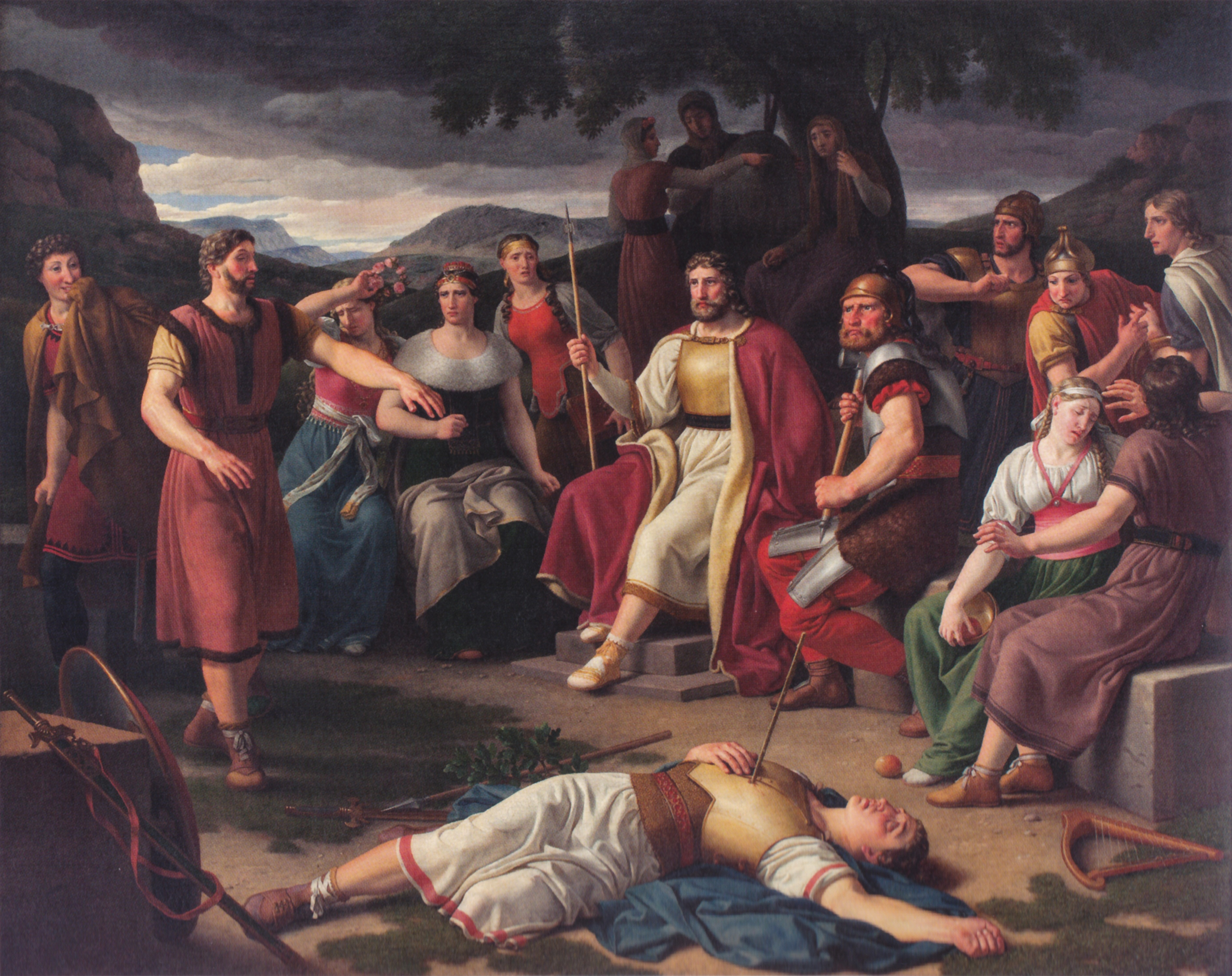
Los Æsir alrededor del cadáver de Baldr,
obra de Eckersberg.

Como su madre había hecho prometer a toda criatura o arma que no dañaría a Balder, él se creyó invulnerable a todo e ideó un juego: pidió a los dioses que le arrojaran cuantos objetos dañinos quisieran, y nada lograba herirlo.
Durante el juego, Loki le dio la flecha (o lanza) hecha de muérdago a Höðr, el hermano ciego de Balder, y le ayudó a disparar el arco. La flecha de muérdago le atravesó el pecho y Balder murió en el acto.
Otras versiones cuentan que los dioses le lanzaban todo tipo de objetos al deprimido Balder riéndose de él, y Loki, dolido, se vistió de anciana y le habló a Frigg de lo sucedido, llegando ella a contarle que el muérdago no había jurado no herir a su hijo. Seguidamente, Loki hizo una flecha, daga, lanza o dardo con el muérdago y engaño al hermano ciego de Balder para disparar el arma.
Una tercera versión ignora totalmente todos estos hechos y dice directamente que Höðr apuñaló a Baldr.
Al verse privados de la luz y la verdad, el Ragnarök fue anunciado ante los dioses. Cuando Balder cayó, los dioses quedaron mudos, y no había en ellos fuerzas para levantarlo. Nadie tomó venganza. No podían tomar venganza sobre nadie en ese lugar, porque el lugar era sagrado. Sin embargo, por este acto, Odín y la giganta Rindr concibieron a Vali, quien se hizo adulto en un día y asesinó a Höðr (el hermano ciego de Balder).
Balder fue incinerado ceremonialmente en su barco, Hringhorni, la mayor de todas las naves. Mientras era llevado al barco, Odín le susurró algo en el oído. Esto sería posteriormente el acertijo clave que Odín (disfrazado) le preguntaría al gigante Vafþrúðnir en el poema Vafþrúðnismál. El acertijo también aparece dicho por Gestumblindi en la saga Hervarar.
Thor pateó al enano Litr dentro del barco funerario, donde se quemó vivo. Nanna, la esposa de Balder, se tiró a sí misma dentro para aguardar el final del Ragnarök, donde podría reunirse con su esposo. En otras versiones, murió de pena. También fueron quemados el caballo de Baldr y todas sus pertenencias. Hyrrokkin, una Jotun, fue quien empujó el barco al mar mediante un topetazo, mientras cabalgaba sobre su lobo.
Frigg, en un último intento por recuperar a su hijo, prometió sus favores a quien descendiera a Hel para recobrar a su hijo. De este modo, tras nueve días y nueve noches de travesía, Hermod, montando en Sleipnir, llegó a Helheim para ver si Balder podría ser resucitado. Hela le informó que si todas las cosas del mundo lloraban por Balder, ella le dejaría ir. Y así lo hicieron, todas excepto una giganta llamada Thok que se negó a llorar por el dios asesinado. Es así como Baldr debía permanecer en el inframundo, sin emerger hasta pasado el Ragnarök, cuando él y su hermano Höðr se reconciliarían y reinarían en la tierra junto a los hijos de Thor.
Cuando los dioses descubrieron que la giganta era en realidad Loki disfrazado, lo cazaron y lo ataron a tres rocas. Luego ataron a una serpiente sobre él, de la cual goteaba veneno sobre la cara del dios. Su esposa Sigyn juntaba el veneno en un tazón, pero de cuando en cuando debía vaciarlo, de modo que algunas gotas del veneno caerían irremediablemente sobre Loki, quien al retorcerse de dolor causaba terremotos. Sin embargo, se libraría a tiempo para comenzar el ataque a los dioses en el Ragnarök.

## Gesta Danorum
Escrita a finales del siglo XII, el historiador danés Sajón Gramático cuenta en su Gesta Danorum la historia de Balder (con el nombre de Balderus) de una manera que profesa ser histórica. De acuerdo con la gesta, Balderus y Høtherus eran rivales por la mano de Nanna, hija de Gewar, rey de Noruega. Balderus era un semidiós y el acero común no podía herir su cuerpo sagrado. Los dos rivales se enfrentaron en una terrible batalla, y a pesar de que Odín, Thor y el resto de los dioses lucharon por Balderus, fue vencido y huyó, por lo que Høtherus se casó con la princesa.
A pesar de todo, Balderus tomó coraje y se enfrentó de nuevo con Høtherus en un campo asolado, pero le fue todavía peor que antes. Høtherus le provocó una herida mortal con una espada mágica llamada Muérdago que había recibido de Miming, el sátiro de los bosques. Luego de tres días de prolongado dolor, Balderus murió a causa de su herida y fue enterrado con honores reales en un túmulo.

## Chronicon LethrenseyAnnales Lundenses
Hay también dos crónicas danesas en latín que son menos conocidas, la Chronicon Lethrense y la Annales Lundenses, de las que la última está incluida en la primera. Estas dos fuentes proveen un segundo relato evemerizado del asesinato de Balder a manos de Höðr.
Ambas relatan que Hother era el rey de los sajones e hijo de Hothbrod y Hadding. Hother primero mató al hijo de Othen (Odín), Balder, en batalla, y luego persiguió a Othen y a Thor. Finalmente, el hijo de Othen mató a Hother. Hother, Balder, Othen y Thor fueron considerados, erróneamente, dioses.

## Inscripción de Utrecht
Una inscripción votiva latina del siglo III o IV, aparentemente contiene la forma dativa Baldruo, lo que apunta al nominativo singular latino Baldruus, que algunos han identificado con el dios nórdico Baldr, pese a que tanto dicha lectura como dicha interpretación han sido cuestionadas.

## Epónimos

### Plantas

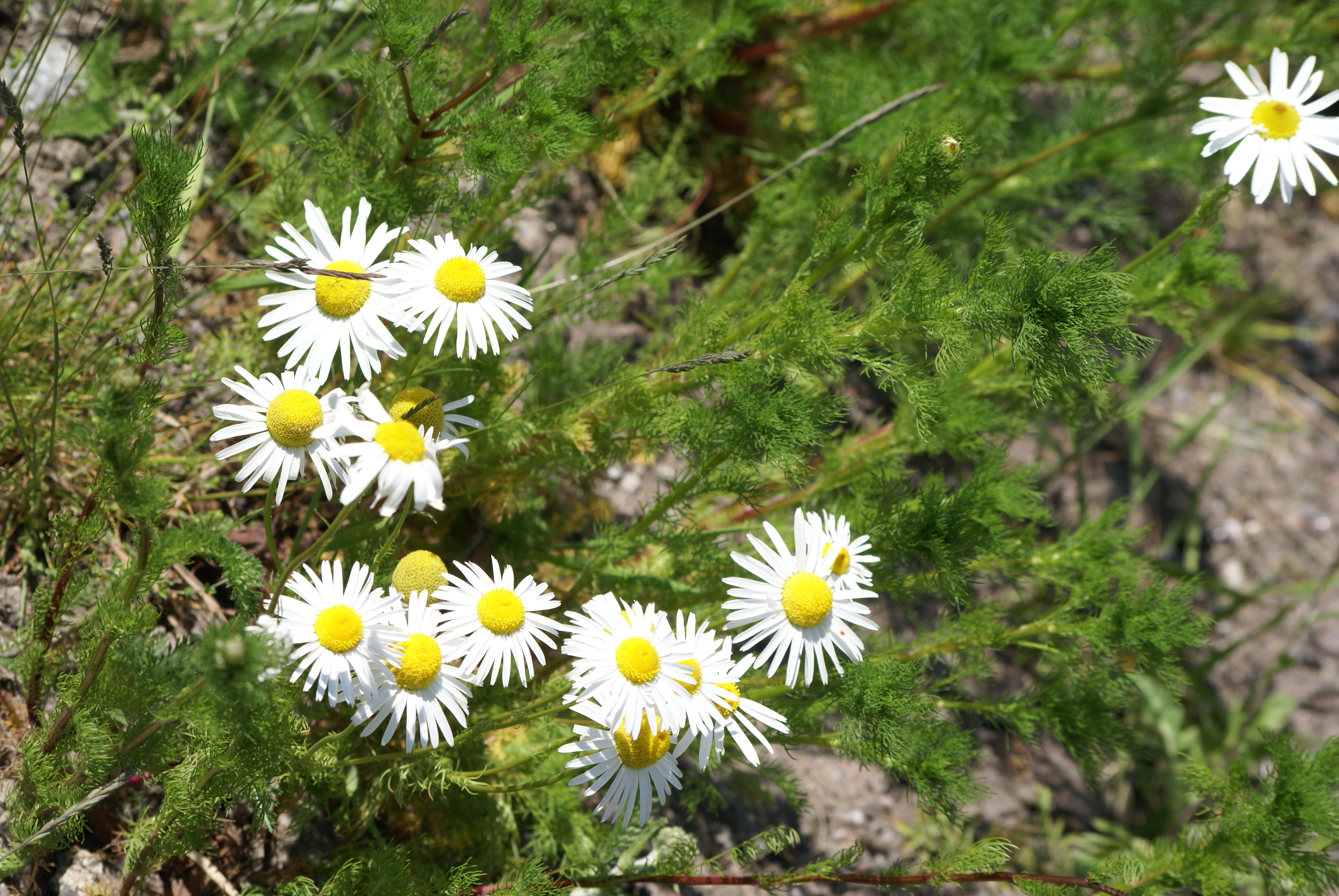
Margaritas llamadas «frente de Balder».

Como está referenciado en la Gylfaginning, en Suecia y Noruega, las plantas Matricaria perforata y la parecida Matricaria maritima se denominan «frente de Balder». En Islandia sólo se puede encontrar esta última.

### Topónimos
Hay algunos lugares antiguos en Escandinavia que contienen el nombre Balder:
- Balleshol, el más notable, antigua parroquia en la provincia de Hedmark (Noruega): "a Balldrshole" 1356 (donde el último elemento es holl, que significa ‘montículo, pequeña colina’).

Otros podrían ser, en sus formas en nórdico antiguo:
- Baldrsberg (en la provincia de Vestfold)
- Baldrsheimr (en la provincia de Hordaland)
- Baldrsnes (en la provincia de Sør-Trøndelag).
- Balder es también el gentilicio de los habitantes de la villa Berlaar (Bélgica).

## Equivalentes
La legendaria muerte de Balder se asemeja a la del héroe persa Esfandyar en la épica Shahnameh. En la mitología finesa, Lemminkäinen comparte casi la misma suerte que Balder: morir a manos de un ciego en un festín de los dioses. Balder también ha sido comparado con Jesús, tal como hizo C. S. Lewis cuando dijo que «Amé a Balder antes que a Cristo». Balder, un dios de la luz, comparte las mismas características que Jesús al ser un joven dios que muere y resucita para regresar luego del Ragnarök, el fin del mundo comparable al Apocalipsis cristiano, para acompañar la nueva era de paz.

## Lectura complementaria
- Liberman, Anatoly (2004). «Some controversial aspects of the myth of Baldr», en Alvíssmál 11, pp. 17-54.
- Lindow, John (1997).  Suomalainen Tiedeakatemia, ed. Murder and vengeance among the gods: Baldr in scandinavian mythology. ISBN 951-41-0809-4.